# Cheshmeh Shāh Qolī
Cheshmeh Shāh Qolī (persiska: Cheshmeh-ye Shāh Qolī, چشمه شاه قلی) är en ort i Iran.   Den ligger i provinsen Lorestan, i den västra delen av landet, 400 km sydväst om huvudstaden Teheran. Cheshmeh Shāh Qolī ligger 1 541 meter över havet och antalet invånare är 246.
Terrängen runt Cheshmeh Shāh Qolī är kuperad åt nordost, men åt sydväst är den bergig. Runt Cheshmeh Shāh Qolī är det ganska tätbefolkat, med 72 invånare per kvadratkilometer. Närmaste större samhälle är Aleshtar, 18,5 km nordost om Cheshmeh Shāh Qolī. Omgivningarna runt Cheshmeh Shāh Qolī är i huvudsak ett öppet busklandskap.